# Marie-Anne Le Pezennec
Marie-Anne Le Pezennec est une écrivaine et une scénariste française.

## Présentation
Elle a coécrit avec Nicole Jamet la trilogie Dolmen. Le premier volume du livre, intitulé Dolmen et sorti en 2005, fut adapté à la télévision sous forme de mini-série en France, en Belgique et en Suisse. Le livre monte à la 10e place des meilleures ventes de l'été 2005.
À la suite du succès de cette mini-série, deux autres tomes sont publiés :
- Les Oubliés de Killmore (tome 2, publié en 2007)
- La dernière malédiction (tome 3, publié en 2010).

### Filmographie
- 2009-2016 : Section de recherches (série télévisée) - 38 épisodes
- 2009 : Action spéciale douanes  (TV Séries)- 2 épisodes : - Morts sans ordonnance et Assassins sans frontières
- 2005 : La Parenthèse interdite, téléfilm de David Delrieux
- 2005 : Dolmen (série télévisée) - 5 épisodes
- 2004 : Les Eaux troubles, téléfilm de Luc Béraud
- 2004 : Courrier du cœur, téléfilm de Christian Faure
- 2004 : Joséphine, ange gardien (série télévisée)  - 2 épisodes : Un frère pour Ben (2004) et  La plus haute marche (2002)
- 2003 : Femmes de loi (série télévisée) - 1 épisode : L'œil de Caïn
- 2002 : Femmes de loi (série télévisée) -  1 épisode : Secret-défense
- 2000 : Chercheur d'héritiers (série télévisée) - 1 épisode :  Un frère à tout prix
- 1998 : Madame le Consul (série télévisée)  3 épisodes
- 1997 : Un homme en colère (série télévisée)